# ロックマン (漫画)
『ロックマン』はカプコンのアクションゲーム、ロックマンシリーズを原作とする池原しげとの漫画。講談社のコミックボンボン増刊号での短編掲載を経てボンボン本誌及びデラックスボンボンにて連載された。

## 概要
ファミコン風雲児、ロックンゲームボーイといったゲーム漫画を『コミックボンボン』誌上で連載し人気を博してきた池原が、『コミックボンボン』1991年夏増刊号の「ロックマンワールド」、1992年春増刊号の『ロックマンワールド2』の短編漫画化を手掛けた後、『コミックボンボン』1992年1月号より『ロックマン4』の連載をスタートさせ以降約4年間に渡る連載作品となった。
作品の特徴としてはゲーム版の展開を大筋でなぞった忠実な作風が持ち味ではあるが、作品を重ねるごとにキャラクターの掘り下げを行ったり、オリジナルストーリーである甦るブルースを執筆したこともある。また、各作品での最終面における8大ボスとの総当たり戦の際に、ロックマンが全てのボス（初戦において弱点武器を持っていなかった筈のボスも含む）の弱点武器を把握している。
池原が描くロックマンは、初期は瞳の部分などが師匠である手塚治虫の鉄腕アトムに酷似していたが、「Dr.ワイリーの陰謀」以降の作品では「カプコンのイメージ統一」との依頼により元のゲームと同じ意匠に変更されている。
なお、『ロックマン3』のみ漫画化されなかったが、漫画版『ロックマン4』のプロローグで『3』の8ボスは登場している。

## 作品紹介

### ロックマンワールド
ゲームボーイ用ソフトとして発売された同タイトルの漫画化。『コミックボンボン』1991年夏増刊号掲載。
大筋でゲームの内容に沿うがロックマンキラーであるエンカーは登場しない。ただし当時『ボンボン』本誌で連載していた「ロックンゲームボーイ」で『ロックマンワールド』が扱われた際には主人公の南波一の兄である南波翔扮するエンカーが登場している。
次回作である『ロックマンワールド2』と共に一冊にまとめられた単行本は、ゲーム版『ロックマンワールド』、『ロックマンワールド2』の攻略記事も掲載されている。
登場キャラクター
カットマン
『ロックマン1』から登場。Dr.ワイリーに洗脳され、エレキマン、アイスマン、ファイアーマンと共にロックマンに襲い掛かるが、不利を悟って廃ビルに逃げ込んだロックマンに鏡を利用されて誘い出されロックバスターの集中砲火を浴びて敗北。敗北後、正気に戻りローリングカッターの武器チップをロックマンに託して機能を停止した。

エレキマン
『ロックマン1』から登場。ロックマンが逃げ込んだ廃ビルにエレキバリアーを仕掛け待ち伏せていたが、ローリングカッターを装備したロックマンに敗北する。

ファイアーマン
『ロックマン1』から登場。エレキマンからサンダービームを得たロックマンに敗北。なお、ゲーム上でのファイアーマンの弱点はアイススラッシャーである。

アイスマン
『ロックマン1』から登場。ファイアーマンからファイアーストームを得たロックマンに敗北。なお、ゲーム上でのアイスマンの弱点はサンダービームである。

フラッシュマン
『ロックマン2』から登場。Dr.ワイリーの基地へ突入してきたロックマンをクイックマン、ヒートマン、バブルマンと共に迎え撃つ。四対一の戦いでロックマンを圧倒するが、ワイリーチップを埋め込もうと近付いたところを反撃され倒されてしまう。

クイックマン / ヒートマン / バブルマン
『ロックマン2』から登場。フラッシュマンを倒してタイムストッパーを得たロックマンに動きを封じられクイックマンとヒートマンと共に纏めて倒されてしまう。

### ロックマンワールド2
ゲームボーイ用ソフトとして発売された同タイトルの漫画化。『コミックボンボン』1992年春増刊号掲載。
『ロックマンワールド』同様にほとんどゲームの展開に沿ったストーリーだが、クイントがロックマンに破壊されたように描写されているなどの相違がある。
登場キャラクター
クラッシュマン
『ロックマン2』から登場。タイムマシンをDr.ワイリーに強奪された時空研究所にてロックマン達を襲撃し自らの基地へと誘き出す。クラッシュボム発射の隙を突かれてロックバスターの連射に敗れた。

メタルマン
『ロックマン2』から登場。ウッドマン、エアーマンと共に三対一でロックマンに挑むが、ロックバスターを連射される前に真っ先に破壊されてしまう。

ウッドマン
『ロックマン2』から登場。メタルマンからメタルブレードを得たロックマンに敗北。

エアーマン
『ロックマン2』から登場。ウッドマンからリーフシールドを得たロックマンに敗北。

ニードルマン
『ロックマン3』から登場。マグネットマン、ハードマン、タップマンと共にワイリー基地へ突入してきたロックマンを迎撃するが、エアーシューターによって敗北する。

マグネットマン
『ロックマン3』から登場。ニードルマンからニードルキャノンを得たロックマンに敗北。

ハードマン
『ロックマン3』から登場。マグネットマンからマグネットミサイルを得たロックマンに敗北。

タップマン
『ロックマン3』から登場。ハードマンからハードナックルを得たロックマンに敗北。

クイント
タイムマシンで未来へ向かったDr.ワイリーが未来のロックマンを捕えて洗脳改造したロボット。サクガーンと言う削岩機型メカを操り、ワイリー軍団の総攻撃を凌ぎ満身創痍であるロックマンに対し攻撃力、防御力で圧倒するが、未来の自分自身を倒してでも世界の平和を守ろうとするロックマンの強い信念の前に敗れ去った。なおハードナックルを使っても全く効かなかったがゲーム版では普通に通用する。

### ロックマン4
ファミコン用ソフトとして発売された同タイトルを漫画化した、初の連載作品としてのロックマン作品。『コミックボンボン』1992年1月 - 5月号連載。
プロローグ部分に『ロックマン3』のボス達が登場する。
ストーリーはゲーム版の展開にほぼ忠実であるが、コックローチツインやワイリーカプセルとの戦いは省かれている。
コサックが元は悪人ではないためか、スピンオフ作品の「蘇るブルース」ではコサックのロボットのうちダイブマンとダストマンとファラオマンとリングマンが強敵に挑むロックマンを手助けしているが、トードマンは敵側にいた。
登場キャラクター
トードマン
コサック軍団の一番手としてロックマンを迎え撃つ。強力なキック攻撃やレインフラッシュでロックマンを圧倒するが、単調な動きを見極められ新装備のニューロックバスターで粉砕される。
ブライトマン
発電所を制圧したコサック軍団の一員。フラッシュストッパーでロックマンの動きを封じるが、レインフラッシュで身体をショートさせられチャージショットで止めを刺される。断末魔に際し悔し紛れにコサック軍団の強大さを標榜するが、却ってロックマンに自分達のことを教える結果となってしまった。作中では「フラッシュマン」と表記されている。
ファラオマン
砂漠の基地を守護するコサック軍団の一員。圧倒的火力を誇るファラオショットと、ロックバスターを直立不動の姿勢で弾く防御力を誇示しロックマンを追い詰めるが、フラッシュストッパーで動きを封じられた所に集中砲火を浴び破壊されてしまう。
ダイブマン
運河を制圧したコサックの守備隊の一員。トードマン、ブライトマン、ファラオマンの敗報を聞いても動じず自信満々に迎え撃つが、最初の奇襲で食らわせたスクリューアタック以外、ロックマンに全く有効なダメージを与えられずに敗北する。
ダストマン
コサック軍団の一員で廃棄物処理場を制圧した。漫画版ではロックマンと対等の実力を持つライバル的存在として描かれている。吸引攻撃と標的に向かって拡散する特性を持つダストクラッシャーなどで攻勢を仕掛け、ロックマンと互角のスピードで立ち回り一進一退の攻防を繰り広げる。ロックマンを一時は溶鉱炉に追い詰めるが、僅かな油断から脱出され至近距離からのニューロックバスターで破壊された。
スカルマン
ニューロックバスターすら通じないスカルバリアーを装備したコサック軍団の一員。しかしダストクラッシャーにバリアーを粉砕され敗れ去った。
なお原作ではダストクラッシャーにはスカルバリアーを貫通、破壊する効果はない。
ドリルマン
採掘場を支配するコサック軍団の一員。地中に潜みロックマンの虚を突いて攻撃を仕掛けてくるが、追尾機能を持つダイブミサイルからは逃れ切れず敗北してしまう。
リングマン
コサック軍団最後の壁として立ちはだかった戦闘用ロボット。圧倒的な機動力と跳躍力を誇り、リングブーメランを乱射してロックマンを圧倒するが、頭上から攻撃を仕掛けた瞬間、真下からファラオショットを放たれ粉砕されてしまう。Dr.コサックはリングマンの戦闘力には余程の自信があったらしく、「リングマンまでやられるとは計算していなかった」と臍を噛んだ。

### ロックマン
ロックマンシリーズ初代作品の漫画化作品。『コミックボンボン』1992年6月 - 10月号連載。
『ロックマン4』オープニングや非売品小冊子「ロックマンキャラクターコレクション」で描かれたロックマン誕生秘話を踏まえた設定で因縁の仇敵となるDr. ワイリーとの最初の戦いが描かれる。
登場キャラクター
ガッツマン
Dr.ライトの開発した土木工事用ロボット。同じ現場で働いていたロボットたちを率いて突然人間達を襲い始める。家庭用ロボットから戦闘用ロボット、ロックマンとなったロックの前に立ちはだかった第一の刺客であり、圧倒的な強力を誇るスーパーアームによる岩石攻撃や、重量を生かした振動攻撃でロックマンを大いに圧倒するも反撃のロックバスター連射に敗れ去る。破壊された彼の残骸から発見されたワイリーチップからこの事件の黒幕がDr.ライトの旧知でもあるDr.ワイリーであることが発覚した。
カットマン
ワイリー軍団の二番手としてロックマンの前に立ちはだかった森林伐採用ロボット。ブーメランの特性を持つローリングカッターで攻撃を仕掛けるが、ガッツマンからスーパーアームを得ていたロックマンには敵わず返り討ちにされる。
エレキマン
発電所を制圧した原子炉制御用ロボット。ガッツマンに続きカットマンまでもが敗れ去ったことで危機感を抱くアイスマン、ファイアーマン、ボンバーマンに対し、ロックマンの始末は自分だけで十分と豪語し三番手を買って出る。強大なエネルギー量を誇るサンダービームでロックマンを相手に優位に戦いを進めるが、ローリングカッターに切り裂かれ自身の敗北を認められずに呆然として事切れる。
アイスマン
リゾート地を制圧した寒冷地作業用ロボット。数多くの人質の前で彼らを救出しに現れたロックマンをアイススラッシャーで凍て付かせ、Dr.ワイリーによる世界制圧を高らかに宣言するが、ロックマンに搭載されたRS動力炉はアイススラッシャー程度の冷気では機能停止には至らず、サンダービームによる反撃を食らって敗北した。
なお、この作品では武器名が「アイスクラッシャー」となっている。
ファイアーマン
元は廃棄物処理用ロボットでコンビナートを制圧する。炎を駆使したトラップを幾つも仕掛けて待ち構え、自身の弱点武器であるアイススラッシャーを消耗させた段階でロックマンに対決を挑む。凄まじい火力を誇るファイアーストームでロックマンを窮地に追い込むが、攻撃に移るまでのチャージに時間が掛かる弱点を看破され敗れてしまう。
ボンバーマン
エレキマンとの共同作戦で空中都市を制圧した岩盤破壊用ロボット。強力な破壊力を持つハイパーボムでロックマンに挑むが、サンダービームで動きを封じられ、ファイアーストームで止めを刺された。

### ロックマン5
前作を上回るボリュームで連載展開されたファミコン用同タイトルの漫画化。『コミックボンボン』1992年11月 - 1993年9月号連載。単行本も全2巻に分かれ1巻には「8大ボス激闘編」、2巻には「ブルースの罠編」という副題が付けられている。
約一年弱の連載期間で『ロックマン5』の内容をほぼ完全に漫画化している。
『コミックボンボン』本誌連載作品の中では最後にいわゆる「アトム顔」のロックマンが登場した作品でもある。
登場キャラクター
ウェーブマン
ブルース軍団の一番手として水質管理局を制圧しロックマンを迎え撃った水中用ロボット。凄まじい水流でロックバスターをも弾くウォーターウェーブを隠れ蓑に、高い貫通力を誇る槍を駆使して攻撃を仕掛ける。しかしウォーターウェーブの消えた瞬間を見計って放たれたスーパーロックバスターに狙撃され狼狽えていたところに連射攻撃を浴びて破壊された。
ナパームマン
兵器工場を制圧した全身武装のブルース軍団の一員。ナパームミサイルやナパームボムと言った圧倒的火力でロックマンを追い詰めるが、自身の武装への過信から隙を見せた所でロックマンに反撃の機会を与えてしまい、スーパーロックバスターで粉砕されてしまう。
チャージマン
ダウンタウンステーションから空中公園へと向かうチャージトレインを指揮するブルース軍団の一人。身体を赤色に変化させている間はバスターすらも弾き返し、ファイアーコークスによる火炎攻撃と強力な体当たりでロックマンを圧倒するも、身体が赤色に変化しない間は無敵になれないことを見抜かれバスター連射を浴びて敗北した。
ジャイロマン
空中公園を支配するブルース軍団の飛行型ロボット。雲の中に身を潜め鋭い切れ味を誇るジャイロアタックでロックマンを機能停止寸前まで追い詰める。間一髪割って入ったラッシュに促されロックマンはE缶を使って回復するが、思わぬ邪魔者の登場に憤慨したジャイロマンはラッシュを行動不能に陥れる。復活したロックマンに対しては再び雲の中から攻撃を仕掛けるが、壁を背にして死角を減らすと言う奇策に出たロックマンに動きを読まれ敗れ去る。破壊された彼のパーツは負傷したラッシュの修理に使用され、ラッシュジェットが完成した。
クリスタルマン
クリスタル採掘場を支配するブルース軍団の一員。壁に当たると三つに分裂して跳ね返る特性を持つクリスタルアイを武器にロックマンに挑む。跳躍力も高くロックバスターも余裕で回避したが、空中に向かって方向転換が可能なジャイロアタックを躱しきることはできず全身を切り刻まれて敗北した。
グラビティーマン
半重力研究所を制圧したブルース軍団のロボット。重力を自在に操る能力を持ちロックマンを翻弄するが、部屋中を跳ね回るクリスタルアイを避けることができず、ダメージを蓄積させられた所をスーパーロックバスターで止めを刺された。なお、ゲームでの彼の弱点武器はクリスタルアイではなく、スターマンのスタークラッシュである。
ストーンマン
鉱山から採掘された鉱石を宇宙基地に送り届ける役目を担うブルース軍団の一人。巨体に似合わないスピーディな動作とバスターを弾く石化能力を持つが、至近距離から放たれたナパームボムによって全身を爆破させられる。
スターマン
宇宙ステーションに備えられた軍事工場を支配するブルース軍団最後の刺客。この基地の工場で地上では製造不可能なハイテク兵器を生産しブルース軍団に配備しようと目論んでいたが、積荷に紛れて潜入していたロックマンを迎え撃つことになる。攻防一体のバリアー、スタークラッシュを駆使しロックマンの攻撃を尽く封殺するが、床上に着地した瞬間をウォーターウェーブで攻撃されて敗れ去る。断末魔の際に敗北を認めると共に、ブルース要塞に捕えられたDr.ライトが洗脳されブルース軍団の世界制圧に利用されることを伝えて事切れた。
ダークマンシリーズ（1～4号）
ブルース要塞でロックマンを待ち構えていた刺客達。戦車タイプの1号はウォーターウェーブであっさり破壊される。1号の仇を取ろうとする2号はダークバリアーでスーパーロックバスターを無効化し、ロックマンにダメージを与えるが、ビートとロックマンの連携に敗れた。スナイパータイプの3号はリング弾とガトリングでロックマンを追い詰め、更にハイジャンプでバスターを避けるも、空中にいるところをジャイロアタックを受け、「ジャイロアタック乱れ華」により爆破四散する。そしてブルース要塞最深部でブルースとロックマンが激突するが、そこに笛の音が響き、二体のブルースが対面する。本物のブルースのバスターで、それまでいたブルースはダークマン4号の正体を明らかにし、ダークバリアーアタックでロックマンに大ダメージを与えるが、バリアーを跳び越えられ、ロックマン自身の怒り、そしてブルースやDr.ライトの怒りを乗せたスーパーロックバスターにより撃破された。
なお、ブルースが登場する際、口笛ではなく笛を吹いている。

### ロックマンワールド3
『ボンボン』本誌の連載と平行して展開された『デラックスボンボン』誌上における初の連載作品。『デラックスボンボン』1993年1月 - 5月号連載。
ストーリー展開は過去の例に漏れずゲーム版の展開をなぞっているが、冒頭はロックマンたちが休暇にキャンプに行くところから始まり、エピローグもその続きになっている。
いわゆる「アトム顔」としてロックマンが描かれた最後の作品でもある。
登場キャラクター
スネークマン
『ロックマン3』から登場。本編でロックマンが一番初めに戦うロボット。
ジェミニマン
『ロックマン3』から登場。初対面ではないはずなのに、ロックマンはジェミニマンが分身することに驚いていた。
シャドーマン
『ロックマン3』から登場。どちらが強いか決着をつけるためにロックマンに勝負を挑むがジェミニレーザーを持っていたロックマンに歯が立たなかった。
スパークマン
『ロックマン3』から登場。強大なエネルギー量を誇るスパークショックでロックマンに大ダメージを与えるもののシャドーブレードに敗北。作中では名前を呼ばれなかった。
スカルマン
『ロックマン4』から登場。前回の戦いと違いダストクラッシャーを持たないロックマンに対し優位に戦いを進めるものの、スカルバリアーを解除した一瞬の隙を突かれて敗れ去る。
ドリルマン
『ロックマン4』から登場。地中からロックマンに攻撃を仕掛けるが、連続ジャンプで撹乱された挙句チャージショットで粉砕される。敗北に際しダイブマンには「恥さらし」呼ばわりされた。
ダストマン
『ロックマン4』から登場。『4』と同じくロックマンのライバル的なポジションで登場。吸引攻撃やダストクラッシャーを駆使して一進一退の攻防を繰り広げるが力及ばず敗れる。
ダイブマン
『ロックマン4』から登場。スカルマンに出撃を命じたり、ドリルマンの敗北に立腹していたりと、後半に登場する4体の中ではリーダー的ポジションだったが、戦いでは終始ロックマンに圧倒されていたため、Dr.ワイリーにも「ダイブマンではあの基地は守りきれないかもしれない」と見切りを付けられてしまう。最後は右腕を失いながらも特攻をかけるが、回避され爆散した。
パンク
Dr.ワイリーが切り札のために用意したロボット。劇中では「アイムパンク」と自分の武器名である「スクリュークラッシャー」しか喋らない。

### ロックマン Dr.ワイリーの陰謀
『デラックスボンボン』誌上にて連載された『ロックマン2』の改題作品。『デラックスボンボン』1993年6月 - 1994年1月号連載。
オリジナルKC第2弾とも紹介されているが、ストーリー自体は『ロックマン2』を踏襲したものである。
この作品からカプコン公式イラストで描かれるロックマンと同様の意匠でロックマンの顔が描かれるようになった。
登場キャラクター
メタルマン
ワイリー軍団の一番手として登場したロボット。連射力に優れるメタルブレードでロックマンを追い詰めるが、E缶によって体力を回復されてしまい逆転負けを喫する。
ウッドマン
森林基地を守護するロボット。攻防一体のリーフシールドでロックマンに挑み有利に戦いを進めるが、ロックマンの頭上から攻撃を仕掛けた際に、真下からメタルブレードを食らって敗北した。
バブルマン
水中基地の指揮官を務めるワイリーロボ。ダメージの大きいバブルリードでロックマンに挑むが、ウッドマン同様に頭上から攻撃を仕掛けようとして下方からのメタルブレード攻撃に敗れる。
エアーマン
空中基地を支配するワイリー軍団の一員。凄まじい連射力を誇るエアーシューターでロックマンを圧倒するも、反撃のリーフシールドを食らって敗退する。
ヒートマン
下水道を占領し、生活を麻痺させることで人々を降伏させようと目論むワイリー軍団の一員。圧倒的火力を誇るアトミックファイアーの使い手だが、水属性のバブルリードによって熱した装甲を冷やされ脆くなったところを攻撃され破壊されてしまう。
クラッシュマン
ワイリー軍団に歯向かう反乱分子を監視するための高層基地を支配するワイリー軍団の一人。跳躍力と機動性に優れ、爆風のみでも多大なダメージを与えるクラッシュボムでロックマンを窮地に追い込むが、上方向に攻撃可能なエアーシューターによる反撃の前に敗北を喫する。
フラッシュマン
地下迷宮の最深部で待ち受けていたワイリーロボ。時の流れを堰き止めるタイムストッパーと速射性に優れる広角弾のコンボでロックマンに乗ずる隙を与えなかったが、タイムストッパーが途切れる瞬間を狙って放たれたメタルブレードを食らってしまったことが切っ掛けになり逆転負けしてしまう。
クイックマン
強力なビーム砲を備えた電子要塞を支配するワイリー軍団最後の刺客。常軌を逸した機動力を誇り、ロックマンの攻撃を尽く躱してみせ、連射製に優れるクイックブーメランでロックマンを機能停止寸前まで追い詰める。しかしタイムストッパーで動きを封じられた上、エネルギーまで吸い取られてしまい、背後からのバスター集中砲火を浴びて爆発四散した。

### ロックマン6 史上最大の戦い!!
『ロックマン6』の漫画化。『コミックボンボン』1993年10月号 - 1994年12月号連載。
公式絵に合わせた新デザインのロックマンが『ボンボン』本誌に登場した最初の作品でもある。
オリジナルロボットの登場やケンタウロスマンが女性であるなど、独自の解釈が加えられている。
なお、この作品と次回作である7のみゲーム版と同じサブタイトルが付く。
ロボットたちの一人称はブリザードマンとフレイムマンを除いて皆「私」である。
登場キャラクター
ブリザードマン
雪ダルマをモチーフにしたロボット。フローズンアイランドという基地を持つ。一人称は「オレ様」。作中ではこのボスまでスーパーロックバスターを使用している。
プラントマン
花をモチーフにしたロボットで、アマゾンに基地ファゴットンエリアを設けている。ナルシストだが、花をこよなく愛し世界中に花を咲かせるのが夢。故に自分の顔を傷つけたり花を踏みにじる者には容赦はない。ちなみにゲームではロックマンはプラントバリアを飛ばすことはできない。最後は自爆した。
フレイムマン
炎を操るロボット。火力（サマール）パワーが最強だと考えている。名前は不明だがインドの城をイメージした基地を持つ。一人称は「ワシ」。
トマホークマン
斧を操るロボット。敗北は屈辱という考えを持つ戦闘狂である。基地名は不明。作中ではステージの途中でロックマンと戦い、圧倒的な強さでロックマンを追い詰めたが止めを部下に任せたため、ロックマンは命拾いした。
ヤマトマン
日本の武者をモチーフにしたロボット。名前は不明だが日本の城をイメージした基地を持つ。弱点でシルバートマホークで攻撃されても顔色一つ変えず、動けなくなっても攻撃の姿勢を崩さないほどの凄まじい闘志を持つ。
ナイトマン
正々堂々とした騎士道精神を持つロボット。サイエンス城という名の基地を持つ。勝利のためなら部下の犠牲は厭わないが、恋仲であるケンタウロスマンのことは彼なりに大事にしている様子。
ケンタウロスマン
ケンタウロスをモチーフにしたロボット。イノセントシティという名の基地を持つ。実は女性であり、ナイトマンと恋仲である。女らしい言葉遣いをしているが、ロックマンは彼女のメットが壊れて隠されていた長い髪を見るまで女であることに気付かなかった。ナイトマンを心配しながらも彼の騎士道を理解を示すなどナイトマンを強く愛している。故に彼を破壊したロックマンを激しく憎むようになる。
ウインドマン
風を操るロボット。言葉の所々に四字熟語やことわざを入れる。メカニカルタウンという基地を持つ。ロックマンに勝負は挑んだものの、実は内心はロックマンなら世界平和を託せると思っており、ロックマンの力を引き出させるために、敢えて外道を演じていた思慮深い武人である。
上記8体は終盤ワイリーの作ったコピーロボットが登場。忠誠の言葉を口にしてロックマンを狼狽させるが、ブルースの言葉を受けたロックマンに撃破された。
KARATE003号
漫画オリジナルロボット。物語の初めに登場する。ロボット選手権で優勝目指すべくロックマンの力を試すために勝負を挑む。ロックマンを本気にさせるためにラッシュやロールにも攻撃するなど目的のためなら手段を選ばないが、正義感はある。
有賀ヒトシの漫画『ロックマンメガミックス』の「史上最強の敵」（『ロックマン6』の設定を元にしたエピソード）にモブキャラとして登場している。
メットール（リーダー）
シリーズを代表するザコロボット。一人称は「オレ」。ザコロボット、またメットール一族の代表として、これまで仲間がロックマンに散々破壊されてきたためか、ロックマン打倒に執念を燃やす。ミスターXの本拠地である巨大要塞「ニューメトロポリス」で、落とし穴や、巨大メカ「パワーピストン」を用意して待ち構えるが、いずれも突破されたため、最終兵器「メットンガーZ」で出撃する。ロックマンを苦戦させるが、ブリザードアタックでダメージを蓄積され、ハイパーロックバスターで破壊されてしまう。ロックマンにとどめをさすよう促すが、無駄な命を奪いたくないというロックマンの信念に心打たれ、ミスターXの司令室への通路を彼に教える。更に、要塞を落下させて多くの人命もろともロックマンを倒そうとするDr.ワイリーに対し、要塞の落下を止め、ロックマンを脱出させ、自らは基地と命を共にした。

### ロックマン 甦るブルース
オリジナルストーリーで展開される無印ロックマン作品。『デラックスボンボン』1994年2月 - 6月号連載。

### ロックマン7 宿命の対決!
池原執筆による最後の無印ロックマン作品。『コミックボンボン』1995年3月 - 1996年8月号連載。
前作『ロックマン6』程にはストーリー面でのアレンジは見られない。それでも初期連載作品に比べれば（研究好きなバーストマン、自分の容姿にコンプレックスを持つジャンクマンなど）各ボスキャラクターの人物像に独自のアレンジ解釈が見られる他、ライトとワイリーの立場が逆転した「ワイリーマン」なるゲームをワイリーがプレイしているなど漫画ならではのお遊び的要素は随所に見られる。
登場キャラクター
フリーズマン
雪に閉ざされた洞窟基地の奥深くで待ち受けていたワイリー軍団の一員。凄まじい破壊力を秘めたフリーズクラッカーを駆使しロックマンを追い詰めたかに見えたが、ロックマンはやられた振りをしてフリーズマンの実力を推し量っていただけであり、行動パターンを見切られてしまいチャージショットを浴びて敗北する。
バーストマン
化学薬品工場を制圧したワイリー軍団の一員。争いごとを嫌う一方で、研究好きな性格でワイリーに捧げる仕掛け花火の制作に没頭していたが、好戦的な性格のカニガンスを初めとする部下達には理解を得られず孤立していた。標的と爆弾を同じ泡で包み込んで攻撃するデンジャーラップで一方的にロックマンを圧倒するが、デンジャーラップの次弾発射までのタイムラグの隙を見抜かれ至近距離からのバスター連射を浴びて敗れた。
クラウドマン
気象研究所を占領したワイリー軍団の一員。普段は空中散歩を趣味とする温厚な性格の持ち主。自ら「空中戦専用のエリート」と豪語する通り、空中を自在に飛びまわりロックマンにとって死角である上空からサンダーストライクや風雨を操り圧倒的な実力差を見せ付ける。しかしデンジャーラップによる反撃で雲を失ってからは立場は逆転し、空を飛ぶどころか地上では動くことさえままならない状態でデンジャーラップの連射を浴び爆死する。空中戦でこそ無敵を誇った彼だが飛行能力を失った際の備えが無く、ロックマンには「空中を飛べなきゃただのクズ鉄」との酷評までされている。
ジャンクマン
スクラップ工場を守護するワイリー軍団の一員だが、そのツギハギだらけの容貌は部下達に「もっとかっこいいボスにつかえたかった」などと陰口を叩かれるほどで、彼自身も何処かしら言葉の端々にそのコンプレックスを滲ませていた。豪傑然とした物腰や風貌とは裏腹に、物量作戦やトラップによってロックマンの体力を消耗させて戦闘を挑む知性派でもあり、自身の身体ほどもあるスクラップの塊を軽々と投げつける怪力と、ロックバスターを打ち弾くジャンクシールドの防御力でロックマンを圧倒する。しかし弱点がサンダーストライクであることを見抜かれると、ジャンクシールドの効力を失った隙を突かれて攻撃を重ねられ、持ち前の耐久力により粘りを見せるも今一歩及ばず敗北した。
スラッシュマン
ジャングルの奥地に基地を構えるワイリー軍団の戦闘用ロボット。非常に好戦的な性格と共に途轍もない機動性と小惑星をも砕くパワーを併せ持ち、必殺のスラッシュクローでロックマンに多大なダメージを与える。だが戦闘の最中にスラッシュクローはその威力が故に射程も短くエネルギーの消耗も大きいと言う弱点をロックマンに看破され、更にフリーズクラッカーで凍らされ動きを封じられて反撃を許してしまう。最後はフリーズクラッカーの氷を粉砕しスラッシュクローでロックマンに反撃する粘りを見せるも一歩及ばず機能停止に追い込まれた。
スプリングマン
テーマパーク「バネの国」の支配人を名乗るワイリー軍団の一員。オネエ言葉で話す。伸縮自在な手足を利用してトリッキーな攻撃を仕掛けロックマンを苦戦させるが、手足が伸びきった瞬間をスラッシュクローで切断され、チャージショットを浴びて敗北した。
シェードマン
テーマパークのミステリーゾーンにそびえ立つシェード城の主。急降下からのエネルギー吸収能力、金縛り攻撃、壁に反射させることで破壊力を増加できるクラッシュノイズなどの多彩な能力を持つが、弱点武器のワイルドコイルには耐え切れずに爆死する。
ターボマン
元々はワイリーの自家用車を改造したロボットで、車型から人型への可変機構を持つ。ロボットに改造してもらったことでワイリーには多大な恩義を感じており、その恩を返すためガソリン燃料を利用した火炎攻撃バーニングホイールと、車ロボならではの機動性を駆使してロックマンに挑む。しかし変身に時間が掛かるという弱点を見抜かれた挙句、クラッシュノイズの超音波攻撃で全身をバラバラにされ、今際にワイリーとのドライブを夢見つつ爆発四散して果てた。

## 単行本
- ロックマンワールド ISBN 978-4063193022
  - ロックマンワールド2
- ロックマン4 ISBN 978-4063216516
- ロックマン ISBN 978-4063216585
- ロックマン5
  1. ISBN 978-4063216653
  2. ISBN 978-4063216820
- ロックマンワールド3 ISBN 978-4063216738
- ロックマン Dr.ワイリーの陰謀 ISBN 978-4063194449
- ロックマン6 史上最大の戦い!!
  1. ISBN 978-4063216967
  2. ISBN 978-4063217179
  3. ISBN 978-4063217346
- ロックマン 甦るブルース ISBN 978-4063217070
- ロックマン7 宿命の対決!
  1. ISBN 978-4063217513
  2. ISBN 978-4063217674
  3. ISBN 978-4063217810
- コミックボンボン 超KCビュン ロックマン7 宿命の対決! ISBN 4-06-334001-5

第1話から第3話を収録。ビュンオリジナル特製ポスターが付属。
- 新装版 ロックマン ロックマン1&2編 ISBN 978-4063771084
- 新装版 ロックマン7（ウェッジホールディングス）
  1. ISBN 978-4904293492
  2. ISBN 978-4904293508